# Jesse Franklin
Jesse Franklin (Orange megye, 1760. március 24. – Surry megye, 1823. augusztus 31.) az Amerikai Egyesült Államok szenátora (Észak-Karolina, 1799–1805 és 1807–1813).

## Élete
1760. március 24-én született a virginiai Orange megyében, Bernard és Mary Franklin gyermekként.
1774-ben költözött Észak-Karolinába. Szolgált az amerikai polgárháborúban is. A háború során elkapták őt a Toryk, de kiszabadult fogságából. Harcolt a Kings Mountain-i csatában is, Benjamin Cleveland oldalán.

## Halála

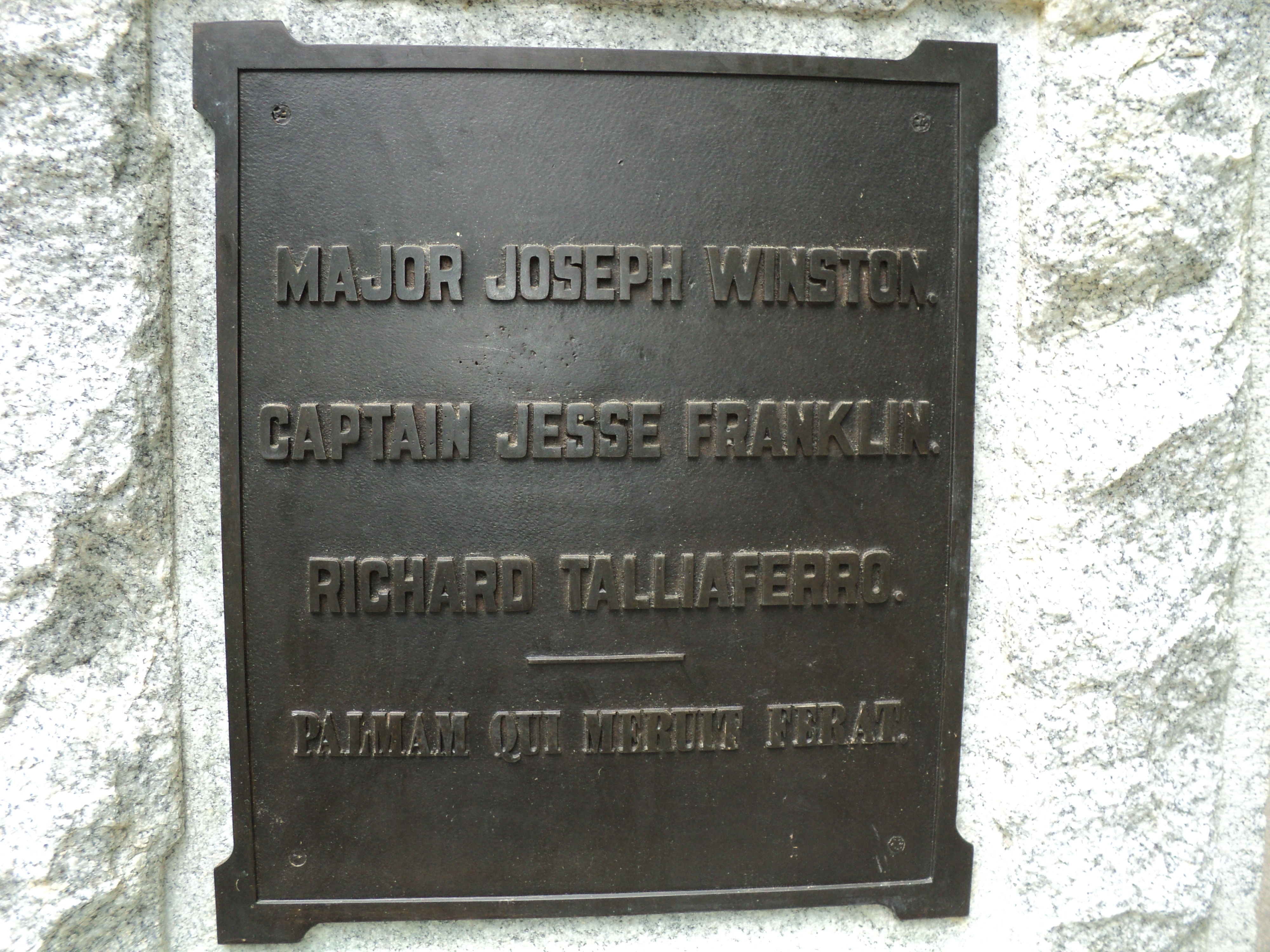
Franklin tiszteletére állított emléktábla

Franklin az észak-karolinai Surry megyében hunyt el 1823. augusztus 31-én. Surry megyében temették el. 1906-ban földi maradványait a Greensboro melletti Guilford Courthouse Nemzeti Katonai Parkba helyezték át.